# Il tempio di fuoco
Il tempio di fuoco (Firewalker) è un film del 1986 diretto da J. Lee Thompson, e interpretato da Chuck Norris e Louis Gossett Jr. Il film è il quinto prodotto dalla Cannon Films di Menahem Golan e Yoram Globus; la sceneggiatura è firmata da Robert Gosnell.
In USA il film è stato pubblicato in Home Video il 22 marzo 2005 dalla MGM.

## Trama
Max Donigan e Leo Porter sono due amici avventurieri, che amano passare il tempo a scoprire luoghi e tesori inesplorati, finendo molto spesso nei guai, anche seri, ma che riescono sempre a cavarsela. Un giorno i due conoscono Patricia Goodwin in un locale, la quale confida che è in possesso di una mappa che li porterà ad un favoloso tesoro. Così seguendo le indicazioni del posto della mappa, i tre scalano una montagna e trovano l'ingresso di una caverna, all'interno della quale trovano un teschio, all'interno del quale è nascosto un pugnale d'oro massiccio. Quel pugnale è collegato a El Coyote, un indiano convinto di essere il discendente di un sacerdote azteco. I tre si recano così a San Miguel, esattamente a metà tra gli aztechi e i maya. Dopo una serie di mirabolanti avventure, i tre si accampano in una giungla, dove decidono che passeranno la notte, ma alla sera Leo scompare. Max e Patricia seguendo le indicazioni della mappa trovano il tempio in cui è nascosto il tesoro; e dopo vari passaggi segreti trovano Leo appeso per una corda sull'acqua bollente. Fa la sua presenza anche El Coyote il quale gli chiede il pugnale che ha trovato nella grotta in cambio della libertà del loro amico. El Coyote cerca poi di usare Patricia per fare un sacrificio umano che gli consentirà di ricevere dei poteri sovrannaturali. Max e Leo, dopo essersi liberati, salvano Patricia uccidendo l'indiano con il coltello, tramite il quale aprono anche una stanza segreta e trovano il tesoro tanto ambito. Grazie al ricavato del tesoro Leo compra il veliero che gli permetterà di girare il mondo.

## Produzione
Il film è stato girato interamente negli studi cinematografici di Città del Messico. I produttori Menahem Golan e Yoram Globus chiesero alla MGM di poter effettuare almeno la metà delle riprese negli Stati Uniti, ma videro l'ostilità della compagnia americana, che rifiutò anche la proposta del regista J. Lee Thompson di poter girare le scene a Roma anziché a San Miguel in Italia, ma l'accordo sfumò per gli eccessivi finanziamenti richiesti dalla MGM. L'attore Louis Gossett Jr. chiese inoltre di poter effettuare le sue riprese per prime, a causa di conflitti di programmazione con altre pellicole.
Per le riprese sono stati impegnati ben quattro mesi, dal giugno al settembre 1986, più 4 mesi di postproduzione. In un'intervista del 24 marzo 1986 al Time il regista J. Lee Thompson, dichiarò "È stata davvero dura e soprattutto per i costi di produzione. I luoghi, le scene, è stato tutto molto complicato e speriamo di essere ripagati".
Inizialmente la pellicola doveva durare 124 minuti, ma nella fase di montaggio, il responsabile Richard Marx cancellò quasi venti minuti dalla durata del film, che scomparvero anche dalla sceneggiatura.

## Distribuzione
Il film uscì nelle sale statunitensi il 21 novembre 1986, su distribuzione Cannon Films.

### Date di uscita
La pellicola viene presentata in anteprima mondiale il 5 gennaio 1987 al Festival internazionale del cinema di San Sebastián
- Argentina: El templo del fuego 6 dicembre 1986
- Brasile : Os Aventureiros do Fogo 30 gennaio 1987
- Bulgaria : Файъруолкър 31 gennaio 1987
- Canada : Le temple d'or 2 febbraio 1987
- Danimarca : Firewalker 26 giugno 1987
- Finlandia : Tulijalka 20 febbraio 1987
- Germania : Feuerwalze 6 marzo 1987
- Grecia : Oi bourlotierides 15 marzo 1987
- Perù : El templo de fuego 8 maggio 1987
- Portogallo : Caminho de Fogo 18 giugno 1987
- Italia : Il tempio di fuoco 28 giugno 1987
- Norvegia : Feuerwalze 25 giugno 1987
- Irlanda :  Tulijalka 17 luglio 1987
- Russia : Идущий в огне 22 luglio 1987
- Giappone : 火の神殿 13 maggio 1989

## Accoglienza

### Incassi
Il film risultò un insuccesso clamoroso al botteghino. Il costo stimato è di circa 80 milioni di dollari, una delle produzioni più costose all'epoca della sua uscita. Alla sua uscita il film risultò sconfortante, a causa del montaggio frettoloso, e del taglio di molte scene in fase di post-produzione che non fecero comprendere a fondo la trama del film e saltarono molti dialoghi fondamentali.
Nelle prime due settimane di programmazione la pellicola incassò solo $ 4.340.302 dollari. In seguito a questo insuccesso la Cannon decise di promuovere il film all'estero attraverso il lancio di numerosi spot di vecchi successi al botteghino di Norris, ma i risultati non cambiarono. Dopo un mese il film aveva incassato $ 7.407.117 dollari. Anche all'estero i riscontri furono deludenti, con un incasso totale di circa 6,5 milioni di dollari nel resto del mondo. Al luglio 1987, il film ha incassato in tutto il mondo solo $ 21.008.590 dollari, risultando un insuccesso anche nei suoi passaggi televisivi sulla televisione italiana. La tremenda disfatta de Il tempio di fuoco fu uno dei motivi che portarono alla bancarotta la Cannon Films negli anni successivi.

### Critica
La critica statunitense stroncò ampiamente la pellicola. Come era avvenuto in precedenza con Rombo di tuono, per le sue analogie con Rambo 2 - La vendetta, il film è stato ampiamente criticato come un'imitazione di molti film d'avventura di quel periodo, in particolare con I predatori dell'arca perduta, All'inseguimento della pietra verde e Beverly Hills Cop - Un piedipiatti a Beverly Hills. Critici come Gene Siskel e Roger Ebert hanno attaccato aspramente la sceneggiatura del film, ritenendola "uno dei più grandi disastri del decennio"
Sul sito Rotten Tomatoes lo 0% della critica ha dato al film una valutazione positiva, con un voto medio di 2,8 su 10, mentre su Internet Movie Database è stata data una valutazione pari a 4,9 su 10. Su Il Morandini dice che Chuck Norris gioca la carta dell'autoironia, per lui insolita, ma non riesce a salvare un copione sgangherato, aggravato da un montaggio indecente. Molti critici hanno definito il film una brutta combinazione di avventura e commedia e la cosa che ha dato più fastidio è stato il plagio di molti film d'avventura già sopra citati. Altri hanno osservato come Norris si trovi meglio nel genere dei film d'azione e non nelle commedie.

## Curiosità
- La benda sull'occhio di El Coyote cambia molte volte, durante il film, dall'occhio destro a quello sinistro